# Edda Kainz
Edda Kainz (Immenstadt im Allgäu, 24 febbraio 1940) è un'ex sciatrice alpina austriaca.

## Biografia
Sciatrice polivalente originaria della Kleinwalsertal e nipote di Resi Hammerer, a sua volta sciatrice alpina, Edda Kainz debuttò in campo internazionale in occasione del trofeo Arlberg-Kandahar 1959 (Garmisch Partenkirchen, 5-7 febbraio), dove si classificò 40ª nella discesa libera; ai IX Giochi olimpici invernali di Innsbruck 1964 (29 gennaio-9 febbraio), sua unica presenza olimpica e iridata, si piazzò 22ª nella discesa libera, la sola gara nella quale prese il via. Si ritirò al termine della successiva stagione 1964-1965: le sue ultime gare internazionali furono le Goldschlüsselrennen di Schruns (19-21 gennaio) e si congedò dall'agonismo in occasione dei Campionati austriaci 1965 (Axamer Lizum, 5-7 marzo), dove vinse la medaglia di bronzo nella discesa libera.

## Palmarès

### Campionati austriaci
- 2 medaglie:
  -  2 bronzi (slalom gigante nel 1963; discesa libera nel 1965)[senza fonte]